# Rožďalovice
Rožďalovice là một thị trấn thuộc huyện Nymburk, vùng Středočeský, Cộng hòa Séc.